# Nueva Paz
Nueva Paz es uno de los once municipios de la Provincia de Mayabeque en Cuba.  Está ubicada al sur y extremo oriente de la provincia, limita por el este con la provincia de Matanzas, al norte con el municipio de Madruga, al oeste con el de San Nicolás y por el sur baña su costa el Golfo de Batabanó. Posee una extensión de 503 kilómetros cuadrados.
Fue fundada en 1802 por el Conde de Mompox y Jaruco al demoler sus haciendas Palos y Bagáez, de cuyos terrenos cedió cuatro caballerías de tierra cerca de la laguna de Palos, por cuya razón se le conocía con este nombre. El nombre de Nueva Paz le es concedido en homenaje al famoso Príncipe de la Paz, íntimo amigo del Conde de Mompox y Jaruco.
El Ayuntamiento de Nueva Paz fue creado en 1812 y cesó a los dos años al caer aquel régimen en la metrópoli. Nuevamente fue creado el 30 de junio de 1886. En el año 1940 el término municipal de Nueva Paz era parte del partido judicial y distrito fiscal de Güines.

## Población
Es el segundo municipio en extensión territorial dentro de la provincia de Mayabeque, solo superado por San José de las Lajas, su ciudad capital. En cambio, existe una población estimada de 24 308 habitantes (2017), concentrada en los tres asentamientos urbanos fundamentales: Palos, Nueva Paz y Vegas.

## Religión
El cristianismo es la religión más difundida en Nueva Paz, teniendo como su máximo exponente la Iglesia católica aunque coexisten también algunas denominaciones evangélicas.

### Iglesia católica

#### Nuestra Señora de la Paz
En el año 1688 existía una ermita que fue reconstruida por el Conde de Mompox y Jaruco en los años 1805 y 1810. El huracán de 1870 destruyó casi totalmente el templo, el cual fue reconstruido en 1883 y es el que aún existe.